# I Will Never Let You Down
«I Will Never Let You Down» (с англ. — «Никогда тебя не подведу») — сингл британской певицы Риты Оры, выпущенный 31 марта 2014 года на лейблах Roc Nation и Columbia Records. Он дебютировал на 1-м месте в UK Singles Chart.

## Создание
В январе 2014 года Ора объявила о большом уик-энде Radio 1 2014 в Глазго. Во время промоушена она подтвердила, что работала с Кельвином Харрисом над новым синглом. Он прозвучал в рекламе косметики Rimmel во время церемонии BRIT Awards 2014 19 февраля. Официальная премьера сингла состоялась на канале Capital FM 31 марта 2014 года.

## Критика
Льюис Корнер из Digital Spy дал песне 4 звезды из 5, высоко оценив музыкальное оформление песни. В июле 2014 года журнал Billboard включил песню в список «10 лучших песен 2014 года», заявив, что одно прослушивание этого припева разожжет ваш аппетит к большему количеству прослушиваний.

## Коммерческий успех
18 мая 2014 года песня дебютировала на 1-м месте в UK Singles Chart с продажами 105 095 копий, что сделало ее 4 синглом Оры, достигшим вершины чарта, и 3 в качестве сольного исполнителя. По состоянию на январь 2016 года было продано 600 000 копий сингла в Великобритании.
20 апреля 2014 года песня дебютировала в австралийском чарте ARIA Singles Chart под 19 номером. Две недели спустя песня достигла своего пика на 5-м месте. В Новой Зеландии сингл вошел в чарт Official New Zealand Music Chart под номером 38 и достиг пика на 9-м месте после трех недель в чарте. В США песня достигла 70-го места в чарте Billboard Hot 100. Кроме того, она достигла пика на 22-м месте в чарте Mainstream Top 40 и возглавила чарт Hot Dance Club Songs.

## Музыкальный клип
Клип на песню был снят в Лос-Анджелесе режиссером Франческо Карроццини. В нем изображены танцовщицы-близнецы, Полли и Софи Дуниам. Премьера клипа состоялась на Лестер-сквер 31 марта 2014 года. В тот же день он был загружен на официальный аккаунт Оры в Vevo.

## Ремикс
Песня была ремикширована для визуального альбома Pepsi Beats of the Beautiful Game (2014). Продюсером выступил диджей Switch.

## Трек-лист
Digital download
1. "I Will Never Let You Down" – 3:23

CD single
1. "I Will Never Let You Down" – 3:23
2. "I Will Never Let You Down" (R3hab Remix Radio Edit) – 3:36

Digital download – Remixes
1. "I Will Never Let You Down" (R3hab Remix) – 4:11
2. "I Will Never Let You Down" (Gregor Salto Vegas Club Mix) – 6:17
3. "I Will Never Let You Down" (Gregor Salto Vegas Radio Mix) – 3:41
4. "I Will Never Let You Down" (Gregor Salto Vegas Radio Instrumental) – 3:42
5. "I Will Never Let You Down" (Steve Smart and WestFunk Club Mix) – 4:51
6. "I Will Never Let You Down" (Steve Smart and WestFunk Radio Edit) – 3:08
7. "I Will Never Let You Down" (DJ Escape and Tony Coluccio Man Mix) – 7:41
8. "I Will Never Let You Down" (DJ Escape and Tony Coluccio Radio Mix) – 4:38
9. "I Will Never Let You Down" (DJ Escape and Tony Coluccio Dub) – 6:41
10. "I Will Never Let You Down" (Digital Dog Remix) – 5:52
11. "I Will Never Let You Down" (Digital Dog Radio Edit) – 4:00

Digital download – Remixes (Beatport exclusive)
1. "I Will Never Let You Down" (R3hab Remix) – 4:11
2. "I Will Never Let You Down" (Gregor Salto Vegas Club Mix) – 6:17
3. "I Will Never Let You Down" (Steve Smart and WestFunk Club Mix) – 4:50

Streaming – Remixes (Spotify exclusive)
1. "I Will Never Let You Down" – 3:23
2. "I Will Never Let You Down" (R3hab Remix Radio Edit) – 3:36
3. "I Will Never Let You Down" (DJ Escape & Tony Coluccio Radio Mix) – 4:38
4. "I Will Never Let You Down" (Digital Dog Radio Edit) – 4:00

## Чарты
| Чарт (2014)                                | Высшая позиция |
| ------------------------------------------ | -------------- |
| Австралия (ARIA)                           | 5              |
| Австрия (Ö3 Austria Top 40)                | 15             |
| Бельгия/Фландрия (Ultratip Bubbling Under) | 12             |
| Бельгия/Фландрия (Ultratop Dance)          | 35             |
| Бельгия/Валлония (Ultratip Bubbling Under) | 17             |
| Бельгия/Валлония (Ultratop Dance)          | 23             |
| Канада (Billboard Canadian Hot 100)        | 62             |
| Canada CHR/Top 40 (Billboard)              | 34             |
| Canada Hot AC (Billboard)                  | 44             |
| СНГ (TopHit)                               | 19             |
| Чехия (Rádio — Top 100)                    | 56             |
| Чехия (Singles Digitál Top 100)            | 32             |
| Euro Digital Songs (Billboard)             | 2              |
| Франция (SNEP)                             | 128            |
| Германия (GfK)                             | 23             |
| Ирландия (IRMA)                            | 9              |
| Новая Зеландия (Recorded Music NZ)         | 9              |
| Польша (Dance Top 50)                      | 48             |
| Russia (Tophit Weekly General Airplay)     | 19             |
| Шотландия (OCC Scotland)                   | 1              |
| Словакия (Rádio — Top 100)                 | 23             |
| Словакия (Singles Digitál Top 100)         | 33             |
| Slovenia (SloTop50)                        | 11             |
| Швейцария (Schweizer Hitparade)            | 12             |
| Великобритания (OCC UK Singles)            | 1              |
| США (Billboard Hot 100)                    | 77             |
| США (Billboard Dance Club Songs)           | 1              |
| США (Billboard Pop Airplay)                | 22             |

| Чарт (2014)                          | Позиция |
| ------------------------------------ | ------- |
| Australia (ARIA)                     | 76      |
| Germany (Official German Charts)     | 87      |
| New Zealand (Recorded Music NZ)      | 49      |
| Russia Airplay (Tophit)              | 104     |
| Ukraine Airplay (Tophit)             | 104     |
| UK Singles (Official Charts Company) | 36      |
| US Dance Club Songs (Billboard)      | 37      |

## Сертификации
| Регион | Сертификация | Продажи   |
| --- | ------------ | --------- |
| Австралия (ARIA) | Платиновый   | 70 000^   |
| Дания (IFPI Danmark) | Золотой      | 1 300 000 |
| Германия (BVMI) | Золотой      | 150 000   |
| Италия (FIMI) | Золотой      | 15 000    |
| Новая Зеландия (RMNZ) | Золотой      | 7500*     |
| Великобритания (BPI) | Платиновый   | 1,000,000 |
| * Данные о продажах приведены только на основе сертификации. · ^ Данные о тиражах приведены только на основе сертификации. · Данные о продажах + прослушиваниях приведены только на основе сертификации. · Данные только о прослушиваниях приведены на основе сертификации. |              |           |